# آدرین ربیو
آدرین رابیو (انگلیسی: Adrien Rabiot؛ زادهٔ ۳ آوریل ۱۹۹۵) یک بازیکن فوتبال اهل فرانسه است که برای باشگاه مارسی بازی می‌کند.
ربیو در سال ۲۰۱۲ به پاری سن ژرمن پیوست. او به دلیل کمبود زمان بازی به مدت یک فصل به صورت قرضی به باشگاه فوتبال تولوز منتقل شد. او پس از بازگشت مجدد به پاریس سن ژرمن هفت فصل موفق را با این باشگاه پشت سر گذاشت و در سال ۲۰۱۹ به باشگاه فوتبال یوونتوس پیوست.

## افتخارات

### پاری سن ژرمن
- لیگ ۱:(۶): ۲۰۱۲–۲۰۱۳، ۲۰۱۳–۲۰۱۴، ۲۰۱۴–۲۰۱۵، ۲۰۱۵–۲۰۱۶، ۲۰۱۷–۲۰۱۸، ۲۰۱۸–۲۰۱۹
- جام حذفی فوتبال فرانسه:(۴): ۲۰۱۴–۲۰۱۵، ۲۰۱۵–۲۰۱۶، ۲۰۱۶–۲۰۱۷، ۲۰۱۷–۲۰۱۸
- کاپا دلا لیگ: (۵):۲۰۱۳–۲۰۱۴، ۲۰۱۴–۲۰۱۵، ۲۰۱۵–۲۰۱۶، ۲۰۱۶–۲۰۱۷، ۲۰۱۷–۲۰۱۸
- سوپر جام فوتبال فرانسه: (۶):۲۰۱۳، ۲۰۱۴، ۲۰۱۵، ۲۰۱۶، ۲۰۱۷، ۲۰۱۸

### یوونتوس
سری آ: (۱): ۲۰–۲۰۱۹
جام حذفی ایتالیا: (۱): ۲۱–۲۰۲۰
سوپرجام ایتالیا: (۱): ۲۱–۲۰۲۰